# IX Carinae
IX Carinae eller HD 94096, är en ensam stjärna i norra delen av stjärnbilden Kölen. Den har en högsta skenbar magnitud av ca 6,87 och kräver åtminstone en stark handkikare eller ett mindre teleskop för att kunna observeras. Baserat på parallax enligt Gaia Data Release 3 på ca 0,44 mas, beräknas den befinna sig på ett avstånd på ca 7 400 ljusår (ca 2 300 parsek) från solen. Den rör sig bort från solen med en heliocentrisk radialhastighet på ca 1 km/s. Stjärnan ingår i Carina OB1-föreningen vid Carinanebulosan.

## Egenskaper
IX Carinae är en röd superjättestjärna av spektralklass M2 Iab. Den har en massa som är ca 13, en radie som är ca 566 solradier och har ca 52 000 gånger solens utstrålning av energi från dess fotosfär vid en effektiv temperatur av ca 3 700 K. Dess bolometriska luminositet är 34 000 till 134 000 gånger solens. Den är en av de största kända stjärnorna med en radie på cirka 394 000 000 km  (2,63 AE). Om den placerades i mitten av solsystemet skulle den sträcka sig nära omloppsbanan för det yttre asteroidbältet Jupiter.

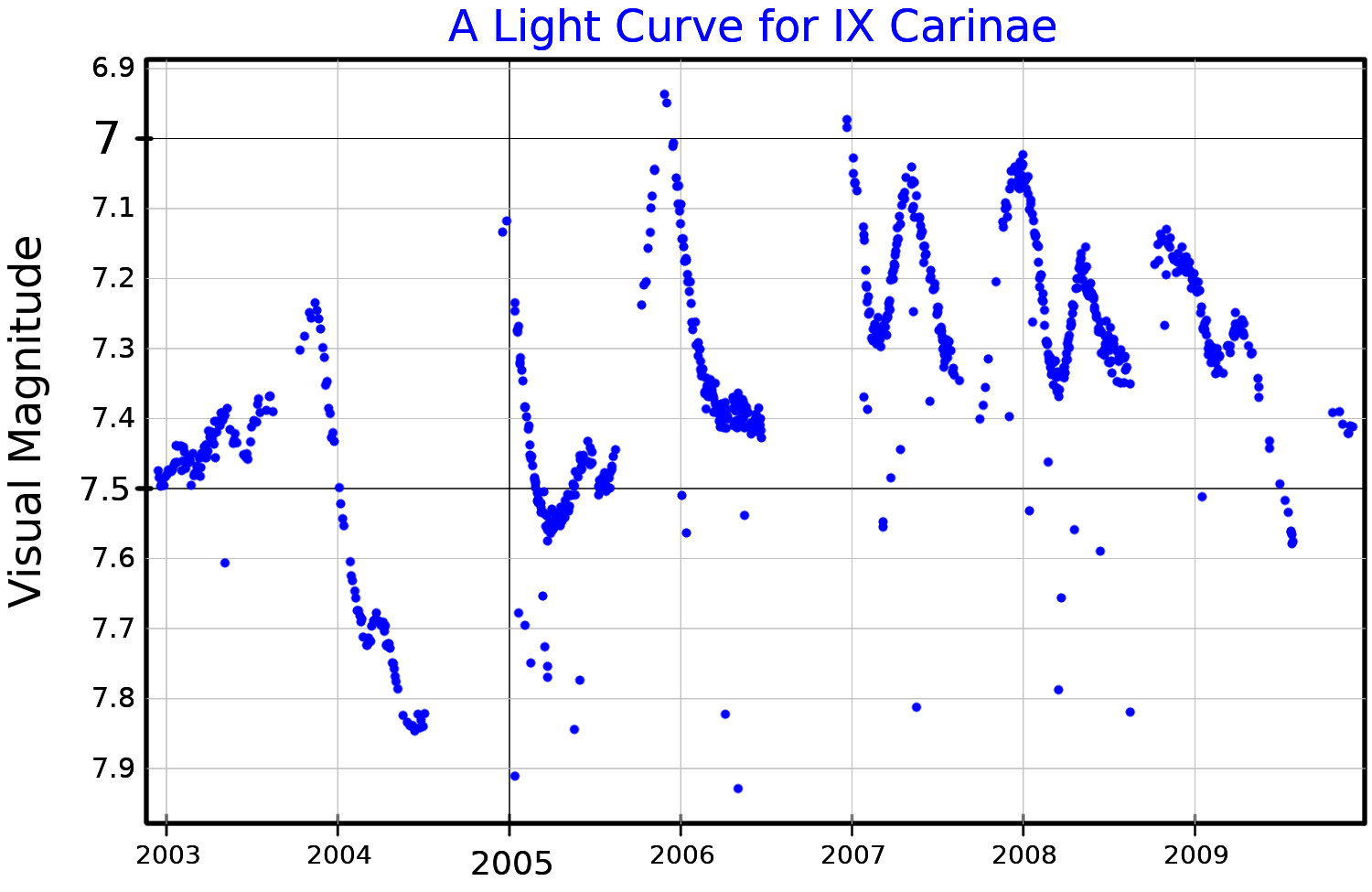
Ljuskurva för IX Carinae i synliga bandet, plottad från ASAS-data.

IX Carinae är en halvregelbunden variabel stjärna, men dess egenskaper är dåligt definierade. Olika källor ger dess ljusstyrka som magnitud 7,2 till 8,5 eller 6,87 till 7,9. International Variable Star Index anger en variationsperiod på cirka 384 dygn från ASAS-3 och visuella observationer, men ger också en möjlig period på 108 dygn. En annan analys finner en primär period på 408 ± 50 dygn och en längre sekundär period på 4 400 ± 2 000.
IX Carinae har listats som en kandidatsupernova tillräckligt nära jorden för att neutriner före kollapsen skulle kunna detekteras, vilket gör det möjligt att göra observationer av stjärnan före supernovaexplosionen.